# Instituto de Estudos Políticos de Grenoble
O Instituto Grenoble de Estudos Políticos (IEPG), mais comumente chamado por "Science Po Grenoble”, é uma grande escola francesa localizada no campus de Saint-Martin-d'Hères, na aglomeração de Grenoble .
Selecionando seus alunos por concurso de entrada, o instituto visa formar os altos executivos da França e do mundo, tanto no setor público quanto no privado. Membro da Alliance des grandes écoles Rhône-Alpes, em 2016, foi anexado à comunidade Universidade Grenoble-Alpes durante a iniciativa de reorganização do ensino superior na França, em que a universidade obteve o selo Initiative d'Excellence em julho de 2021.  Em 2021, o Instituto foi inserido na Conférence des grandes écoles.
É um dos onze institutos de estudos políticos (IEP) da França e, desde 1967, um dos dois chamados "equilíbrio", juntamento com a Sciences Po Bordeax, valendo-lhe assim mais recursos para pessoal, documentação e pesquisa. Além disso, é um dos três institutos de estudos políticos na França, com Bordeaux e Paris, a manter seu próprio exame de admissão, diferente dos demais, que possuem exames unificados.

## História
O estabelecimento foi criado graças, em parte, a Jean-Marcel Jeanneney, por decreto em 4 de maio de 1948  sob o nome "Instituto de Estudos Políticos da Universidade de Grenoble". O estabelecimento está localizado na 1 rue Général Marchand, em Grenoble. O ano de 1955 é marcado pela chegada de um fundo de biblioteca para o IEP, da Faculdade de Direito. O ano de 1958 marcou uma mudança com a nomeação do segundo diretor Jean-Louis Quermonne . Este último criou em 1964 o Centro de Pesquisa de Planejamento Regional, antepassado do atual Laboratoire Pacte, mas sobretudo preparou a instituição para a sua passagem no início do ano letivo de 1966 para o domínio universitário de Grenoble enquanto tomou seu nome atual de acordo com o decreto de 18 de janeiro de 1969. É uma instituição pública de natureza administrativa cujo estatuto é determinado pelo decreto 18 de dezembro de 1989.
Em março de 1989, o Instituto de Estudos Políticos e o Ministério da Cultura criaram conjuntamente o Observatório de Políticas Culturais, que trabalha no estudo da evolução da cultura na nossa sociedade e nas políticas públicas relacionadas com o mundo da cultura.
Em 2013, o aumento das matrículas do instituto veiculado pela mídia causou a insatisfação dos alunos, mas o diretor apresentou como a solução para garantir "a sustentabilidade do modelo formativo».
A partir de outubro de 2015, o Conselho de Administração é presidido por Laurent Olléon, Conselheiro de Estado. Em 2017, o IEP foi escolhido pelos conselhos de cidadãos de Grenoble para receber a formação certificadora necessária ao bom funcionamento da sua comunidade local e dar-lhes a possibilidade de atuar com maior entendimento sobre o processo de decisão aplicado às política pública.
Em 2017, as instalações do instituto foram reformadas e ampliadas, aumentando a extensão de seu prédio e dando a oportunidade de instalar em frente à entrada uma estátua de Hypnos, deus do sono.
Em 2018, o Instituto comemorou seu 70º aniversário com uma série de conferências, exposições, eventos esportivos e culturais.  Na ocasião, foi publicado o livro L'institut, contendo 18 contos escritos por ex- alunos do estabelecimento que se tornaram escritores. O Instituto também foi finalmente reconhecido pela Conférence des grandes écoles como um Grande Escola, conferindo-lhe legalmente este título.  Por fim, a Sciences Po formaliza sua integração definitiva na Universidade de Grenoble-Alpes dentro da Iniciativa de Excelência (IDEX), programa de iniciativa do governo francês para o desenvolvimento do sistema superior do país.

## Condições de admissão

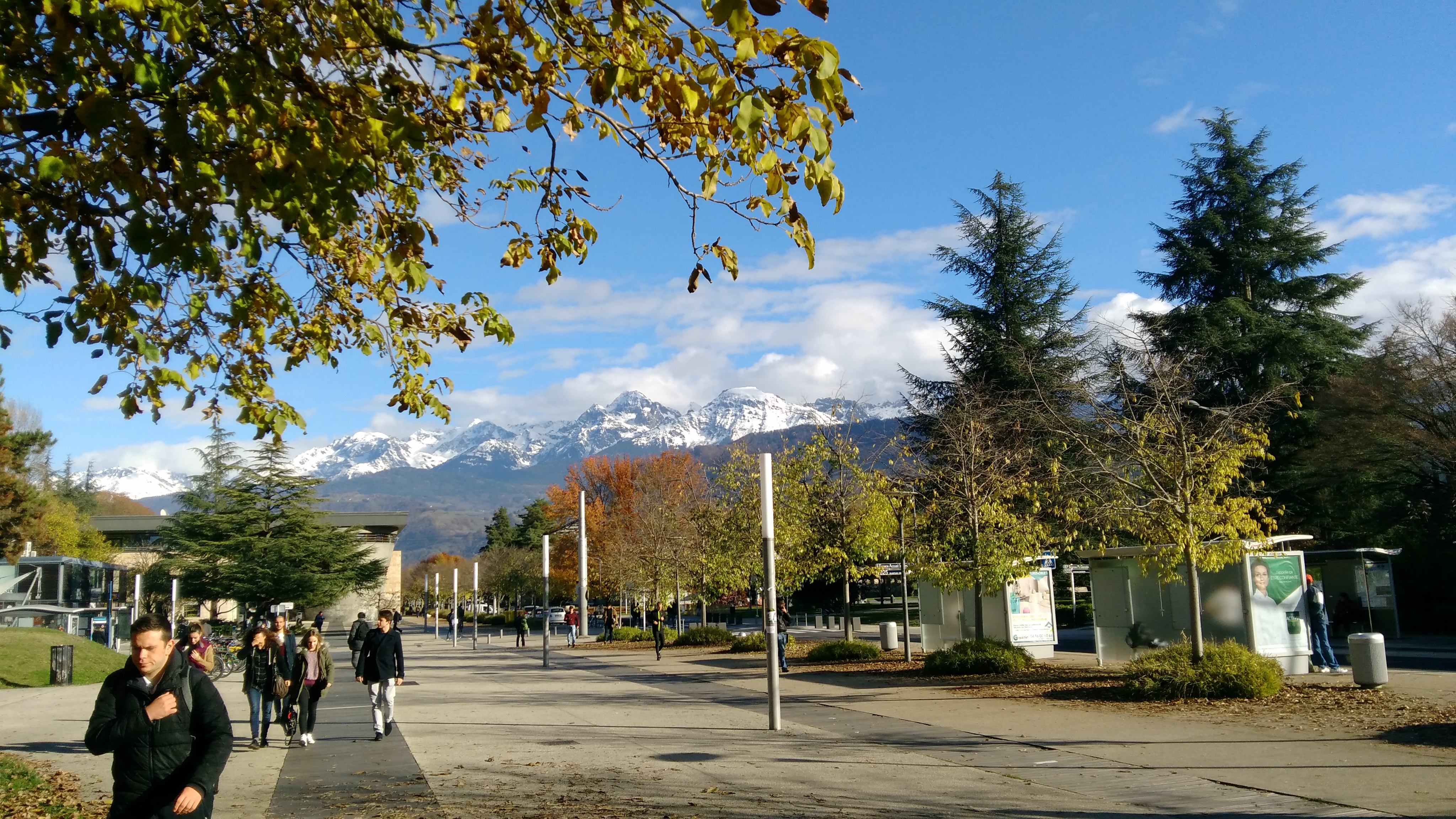
A avenida central do campus universitário nos arredores da Sciences Po Grenoble (2016).

O Grenoble IEP oferece uma formação seletiva destinada a treinar os alunos para os setores público ou privado. O ingresso no Instituto é feito por concurso  para os níveis de graduação e mestrado . O exame de admissão para o primeiro ano permanece específico para a Sciences Po Grenoble, uma vez que não está associado à rede de outros sete institutos da Rede Sciences Po.
Em 2014, o instituto assinou um acordo de longo prazo com o Instituto de Estudos Políticos de Paris e o Instituto de Estudos Políticos de Bordeaux, com o objetivo de melhorar a mobilidade estudantil e aprofundar a cooperação entre esses três estabelecimentos. Esta parceria permite que os alunos da Sciences Po Grenoble acessem os programas de mestrado da Sciences Po Paris "direito econômico","Carreira Judicial e Jurídica", "Organizações e gestão de recursos humanos", "Estratégias territoriais e urbanas" e "Governando a Grande Metrópole".
Em 2022, o exame de admissão à escola é reformado, com a implementação de uma prova de sustentação oral. Em 2022, a taxa de aceite da Sciences Po Grenoble foi de 10%.

## Currículo
Em 2004 a escolaridade foi alargada de quatro para cinco anos, por conta da implementação do sistema europeu "LMD" (Licenciatura, Metrado e Doutorado).
Um ano internacional, no segundo ano de graduação, é oferecido aos alunos do Instituto, graças a inúmeros convênios com universidades estrangeiras.

### Graduação
Na tradição dos institutos de estudos políticos, o primeiro ciclo, equivalente ao nível de graduação no Brasil, da Sciences Po Grenoble privilegia uma formação geral baseada no estudo do direito, economia, ciência política ou relações internacionais e envolve o aluno na exploração metódica dos fundamentos dessas disciplinas que por si só lhe garantem o domínio posterior das especialidades profissionais que delas derivaram. Alguns cursos opcionais, no entanto, permitem ao aluno orientar seu curso no primeiro ano e depois, no terceiro ano, especializar-se em uma das quatro seções a seguir: Instituições e mudanças na ação pública, Política, Assuntos económicos e financeiros e Sociedades, regulamentações e inovações.
O segundo ano é um ano passado no exterior em uma universidade parceira em qualquer parte do mundo. Os estudantes que vão para a Europa recebem uma bolsa Erasmus ou uma bolsa da região Rhône-Alpes. Para o resto do mundo, os alunos têm direito a uma bolsa concedida pela região, no valor referente ao destino escolhido. Os alunos continuam o curso na universidade escolhida e espera-se que voltem com maiores capacidades linguísticas e interculturais.
O terceiro ano inclui, além de uma primeira especialização por meio de conferências e palestras de metodologia, a produção de uma tese ou um trabalho de pesquisa. Este trabalho é objeto de defesa. Seu assunto é determinado pela escolha de um seminário. O terceiro ano termina com a prova "grande oral".
Ao final desses três primeiros anos, os alunos recebem o grau de bacharel .

### Mestrado
A Sciences Po Grenoble oferece cerca de vinte programas de mestrado, classificadas em 4 temas:
- Estudos internacionais e europeus: Governança europeia; Integração e mudanças no Mediterrâneo e Oriente Médio; Políticas e práticas de organizações internacionais;
- Administração e ação pública: Gestão de projetos culturais; Gestão de comunidades locais;  Ciências governamentais comparadas; Estratégias internacionais de atores locais;
- Gestão, opinião e comunicação: Administração e gestão de empresas; Progis: estudos de opinião, marketing e mídia; Comunicação política e institucional; Transmídia, estratégia digital nas novas mídias;
- Solidariedade, inovações econômicas e desenvolvimento territorial: Desenvolvimento e expertise da economia social; Políticas públicas de saúde; Cidades, territórios, solidariedade; e Transições ecológicas.

A Sciences Po Grenoble também oferece um percurso em inglês para alunos não francófonos, permitindo que esses realizem a graduação em inglês e enquanto desenvolvem suas competências em francês para o nível de mestrado. Além disso, em 2010, o instituto criou um diploma conjunto com a Grenoble School of Management em jornalismo econômico.
Em 2021, a Sciences Po Grenoble anuncia a criação de dois programas de dupla diplomação junto à  Grenoble School of Management . Os alunos do IEPG podem, assim, ingressar no Programa Grande Ecole da Business School.

### O centro de preparação para a ENA
O estabelecimento dispõe de um centro de preparação para os concursos da Escola Nacional de Administração (Prep/ENA), que também prepara outros concursos para a alta função pública, como o EHESP (Diretor de Hospital e Estabelecimentos Médicos Sociais), o concurso Quai d'Orsay, o Escola Nacional da Magistratura, EN3S. . . ).
O estabelecimento dispõe ainda de um Centro de Preparação para a Administração Geral (CPAG) que prepara estudantes, mas também funcionários públicos, para concursos de categoria A ( Instituto Regional de Administração, responsável territorial, inspector de finanças públicas, inspector alfandegário,  director hospitalar, etc.).

## Parcerias internacionais
Sciences Po Grenoble possui uma rede global de mais de 170 universidades parceiras nos cinco continentes e estabeleceu parcerias com universidades de classe mundial. Como a Univerdade de British Columbia,Universidade de Montreal, Trinity College, Universidade de Amsterdã, Universidade Complutense e Universidade de Estudos Internacionais de Xangai (SISU).
Existem também diplomas duplos de especialização concedidos pela Universidade de Constança, pela Universidade de Salamanca e, desde 2020, pela UQAM em Montreal .

## Pesquisa
O IEP de Grenoble possui dois centros de pesquisa.
O laboratório Pacte é o centro de pesquisa em ciências sociais mais importante da França. Reune cientistas políticos, sociólogos, economistas, advogados, historiadores, geógrafos e urbanistas. É uma unidade de investigação conjunta com o Centro Nacional de Investigação Científica (CNRS)  e a Universidade de Grenoble-Alpes .
O outro centro de investigação é a ESEAC (Equipe de Socioeconomia Associativa e Cooperativa) especializada no estudo das organizações associativas, mutualistas e cooperativas.

## Personalidades ligadas à Sciences Po Grenoble

### Professores
O IEP de Grenoble conta com mais de setenta professores permanentes. Inclui docentes e pesquisadores associados temporários (ATER), professores associados a tempo parcial (PAST), professores associados do ensino secundário (PRAG), professores do ensino secundário certificados (PRCE) ou ainda oradores externos do mundo profissional (cerca de 350 por ano)..Certos setores estão abertos a programas de trabalho-estudo ("alternance") aprovados pela Format sup e oferecem contratos de profissionalização.

### Alunos
Mulheres e homens ilustram a diversidade das origens dos ex-alunos :

#### Figuras políticas
- Olivier Dussopt, Ministro do Trabalho, Pleno Emprego e Integração da França, deputado nacional.
- Mohammed Bedjaoui, ex-Ministro da Justiça e dos Negócios Estrangeiros da Argélia.
- Louis Besson, ex-ministro do Equipamento, da Habitação, dos Transportes e do Mar da França.
- Sophia Chikirou, conselheira de comunicação e política.
- Michel Destot, ex-prefeito de Grenoble, deputado.
- Virginie Duby-Muller, deputada pela Alta Sabóia, vice-presidente do grupo parlamentar na Assembleia Nacional da França.
- Estelle Grelier, Secretária de Estado das Autarquias Locais da França de 2016 a 2017.
- Bernadette Laclais, ex-vice-prefeita de Chambéry.
- Thierry Repentin antigo ministro da França responsável pelos assuntos europeus, senador.
- André Vallini, ex-secretário de Estado do Desenvolvimento e La Francophonie da França, senador.

## Apêndices

### Textos legais
- Decreto nº 48–778 de 4 de maio de 1948 que cria o Instituto de Estudos Políticos da Universidade de Grenoble, página 4362.
- Decreto nº 69-56 de 18 de janeiro de 1969 relativo aos institutos de estudos políticos de Aix, Bordeaux, Grenoble, Lyon, Estrasburgo e Toulouse (revogado pelo Decreto nº 89-901)

### Artigos relacionados
- Sistema educacional francês - Ensino superior na França